# 列車愛称
列車愛称（れっしゃあいしょう）とは、列車に付けられる愛称のことである。似たものに車両愛称があるが、車両愛称が鉄道車両そのものやそのグループ（形式）を象徴する物として付けられるのに対し、列車愛称はあくまで列車（国土交通省の鉄道に関する技術上の基準を定める省令では「停車場外の線路を運転させる目的で組成された車両」のこと。運行されるに当たっての呼称といえる）につけられるところが異なる。
類似のものとして、座席指定などの高速バスなどのバスにも、列車と同様の愛称名が付けられることがある。本項ではバスの愛称についても一部記述する。

## 列車愛称の意義
列車愛称が付けられる理由はさまざまであるが、大体以下のように集約できる。
1. 個々列車の識別（主に旅客案内面や運転業務面で）
2. 座席指定券販売における便宜（1. の意味合いもある）
3. 列車の周知徹底
4. 列車の宣伝

## 列車愛称の由来
日本における列車愛称の由来はさまざまであるが、大まかには下記のように分類できる。沿線にちなんだものが用いられるのが主流である。
- 鳥類や鳥に関する名前：「つばめ」・「とき」・「はやぶさ」など
  - かつて、特急列車の愛称は鳥類又は日本を象徴するもの（「さくら」・「富士」・「へいわ」など）に限られていた時代があった。このためか、鳥類を用いた愛称名は非常に多い。
- その他の動物の名前：「かもしか」・「はくと」・「ラビット」など
- 植物の名前：「あやめ」・「さくら」・「はまなす」など
- 人物の名前や愛称：「いさぶろう」・「かいおう」・「こまち」など
- 神話関連：「カムイ」・「くにびき」・「やくも」など
- 物語・文学から：「指宿のたまて箱」・「踊り子」・「みすず」など
- 地名
  - 山の名前：「あさま」・「たにがわ」・「つるぎ」など
  - 海関連：「あしずり」・「さざなみ」・「日本海」など
  - 川の名前：「あずさ」・「くまがわ」・「ふじかわ」など
  - 湖の名前：「いなわしろ」・「かわぐち」・「たざわ」など
  - 島の名前：「おき」・「やしろ」・「利尻」など
  - 観光地の名前：「かすが」・「はしだて」・「大社」など
  - 都道府県名：「あおもり」・「とっとりライナー」・「みえ」など
  - 都市名：「なは」・「はちおうじ」・「まいづる」など
  - 著名な観光施設：「オランダ村特急」・「ハウステンボス」など
  - 令制国名（旧国名）：「しなの」・「ひだ」・「ひたち」など
    - 「紀伊」、「紀州」、「きのくに」のように異称別称含め全部が、それも同時期に別個の列車愛称となった例もある。
- 天体関連：「銀河」・「彗星」・「北斗星」など
  - 性格上、古くから夜行列車に多く使われている。ただし「北斗」など例外もある。
- 物体・現象名：「こだま」・「ひかり」・「やまびこ」など
- 列車の性格を示したもの：「九州横断特急」・「らくらくホームトレイン」など
- 空港に関連するもの：「スカイライナー」「成田エクスプレス」「エアポート」「ミュースカイ」など
- 願望などから：「のぞみ」・「はるか」・「へいわ」など
- 使用車両の愛称：「赤い快速」・「ソニック」・「はやとの風」など

### 接頭辞
主に特急列車においては、既存の愛称の前に接頭辞を加えた列車愛称が設定されることがある。
特に「スーパー」を冠した列車は国鉄時代から多数設定された。主に上級の設備を持つ車両で運転されるもの（「スーパーやくも」・「スーパー雷鳥」など）、新型車両で運転されるもの（「スーパーこまち」・「スーパーはつかり」など）を区別するために用いられたが、中には「スーパーまつかぜ」のように新規設定の愛称であるにもかかわらず付された例もある。しかし使用車両の統一や合理化のために「スーパー」を冠する列車は減少傾向にあり、2024年現在では西日本旅客鉄道（JR西日本）の「スーパーはくと」「スーパーいなば」（以上智頭急行直通）「スーパーまつかぜ」「スーパーおき」、東日本旅客鉄道（JR東日本）の「スーパーつがる」、小田急電鉄の「スーパーはこね」の6列車が運行されるのみとなっている。
また「Maxとき」・「ビューさざなみ」のように使用車両の愛称を付したものや、「ウィークエンドフレッシュひたち」・「スワローあかぎ」のように列車の性質やサービスを冠した例もある。
東海旅客鉄道（JR東海）では管内在来線特急列車の名称の大半に「ワイドビュー」の接頭辞を付けていたが、現在はなくなっている。
JR西日本では通勤特急と称する列車を「らくラク○○」の名前で統一し、運行している。大阪駅 - 姫路駅間で運行を開始した「らくラクはりま」に端を発し、以降他線区にも波及した。また、朝夕ラッシュ時に運行される特急列車や座席指定列車ではその時間帯を表す接頭辞がつけられる。京浜急行電鉄の「モーニング・ウィング号」や四国旅客鉄道（JR四国）の「ミッドナイトEXP高松・松山」などがある。
小田急ロマンスカーでは60000形「MSE」を使用し東京メトロ千代田線内を発着する列車に対し「メトロ○○」の名前がつけられている。

### 選定に際して
基本的には、運行会社の裁量に任せられることから関係者以外では窺い知ることが出来ない。しかし、旧国鉄が命名した列車名では「かつて国鉄では列車名の命名には鉄道管理局を2局以上跨って走行する列車と基本的に支社・管理局内のみの走行する列車とで、命名基準・命名者が決められていた。但し規定は存在しないが暗黙の決めごとであった。」とされ、1.読み易く発音し易い事、2.文字にして書き易く短くて簡単な事、3.覚え易く他の愛称と紛らわしくない事の三点に留意する事としていた。ただし、新幹線では日本の代表的な名称・交通の王者を象徴する斬新な物を、特急列車では鳥や花ないしは自然現象に由来するもの、夜行列車・寝台列車では天体に依拠するもの、急行列車（急行）では運転区間に関係する有名な山・川・海・地名・史跡や地方の特色ある自然現象が用いられ、おおむね東京から見て下り方向の目的地に関連した物があてがわれる事例が多かった。この点については、下記も参照されたい。
列車の新設に際して一般公募で名称を募集する事例があるが、この場合必ずしも得票数が1位の候補が採用されるわけではない。たとえば、「北斗星」の公募第1位は「北海」であったとされる。東海道新幹線の列車愛称も「ひかり」は1位であったが、「こだま」は10位であった。東北新幹線開通以前に常磐線を経由して上野駅と青森駅を結んでいた特急列車に使用されていた「みちのく」は、同新幹線開業及びその延伸前に何度か行われた愛称公募で常に得票数第1位になっているが、2016年現在使用されていない。
なお、一般公募で高い応募数を得ながら採用されない愛称として「いなづま」という名前がある。東海道本線特急列車に使われていた「ひびき」は東海道新幹線の第三の愛称候補に挙げられることもあったが、後に騒音・振動問題が取りざたされるようになってからは沙汰やみとなった。
「はやて」も「はやて（疾風）」が農作物に被害をもたらす風や疫病の異名でもあるためといわれこの例に近かったが、2002年（平成14年）の東北新幹線延伸に際して東京駅 - 八戸駅間直通列車の名称で使用されることとなった。
また、著名の場所・物であるにもかかわらず、語呂・語感が悪いなどの理由で採用されなかった愛称も存在するといわれる。
出典:「日本国鉄の列車の名前は歴代すべて大和言葉でつけられてきた」（阿川弘之/作家）

### 列車愛称の重複・復活
逆に由来によっては複数の地域で用いられる事例もある。たとえば、「くろしお」は紀勢本線特急列車の愛称として固定する以前はこちらを見れば判るように四国・房総半島・紀勢本線の3箇所で用いられたとされる。
しかし、後述するが1968年実施の国鉄ダイヤ改正により、座席指定席管理システムであるマルスシステムの拡充の障害となることから、こういった事例は解消された。
ただし、指定席を連結しない列車においては重複が存在した。例えば「あさぎり」が御殿場線直通小田急連絡急行と日田彦山線急行とで長らく使用されていたほか、「ホームライナー」が北海道旅客鉄道（JR北海道）と九州旅客鉄道（JR九州）で同時に運転されていた。
また、「しおかぜ」や「いそかぜ」の様に当初は海水浴臨時列車として使用され、定期列車の初例として山陽本線特急列車から前者は予讃（本）線特急列車→瀬戸大橋線直通予讃線エル特急、後者は山陰対九州連絡特急列車となった事例もある。
この他、公募による列車愛称選定の結果として全く運行路線区にゆかりがないものの、著名であった列車名が復活する形になる場合もある。例としては「白鳥」が津軽海峡線直通特急列車の愛称となったほか、九州方面の寝台特急で使用されていた「はやぶさ」が東北新幹線の最速達列車の愛称として復活した。

### 非公式の愛称
列車に付けられる愛称の中には鉄道事業者が公式に定めたものではなく、利用者や鉄道ファンの間で非公式に付けられたものが定着したものもある。例えば、東海道本線東京駅 - 大垣駅間で運行されていた夜行快速列車「ムーンライトながら」は、以前は特に愛称がつけられておらず“大垣夜行”と呼ばれていた。国鉄では指定席車両を連結したもの以外で定期の普通列車・快速列車に愛称を付けることはまれであったため、利用者が列車を指す際に便宜上用いたものが根付いたとされる。同じように紀勢本線のそれは“太公望列車・新宮夜行”、中央本線のそれは“山男列車・山岳夜行・上諏訪夜行”などと呼ばれていた。
また国鉄本社が正式に認めた愛称のほかに支局が独自に愛称を付けたものの当局側で認められなかったため、改称を余儀なくされた例もある。たとえば、広島鉄道管理局では東京 - 広島間を運行する急行に一時“ひばり”の愛称を公募で付けていたが、前述のように鳥類の愛称は特急列車に付けるのが原則となっていたため後に「安芸」と改称させられた。
近い例として、大阪鉄道管理局が東京駅 - 大阪駅間を運行する夜行急行のうち1往復に「流星」の愛称を与えたが、これは後に「彗星」が正式な名称となっている。ただし列車番号による解釈の相違により意見が異なり、同時に大阪鉄道管理局が与えた「明星」がこれにあたるともされている。

### 貨物列車の愛称
列車愛称は主に旅客列車に対して付けられるが、貨物列車にも存在する。
- 貨物列車に列車愛称が付与された最初の例は1959年 (昭和34年) 11月に運転を開始したコンテナ貨物列車「たから」である。「たから」の愛称は顧客（流通事業者）への鉄道貨物輸送のイメージアップのために採用され、最後尾の車掌車には電照式のテールマークが取り付けられた。その後、コンテナ取扱列車の運転拡大に伴い「西たから」（梅田駅 - 吉塚駅間）や「ほっかい」（隅田川駅 - 東札幌駅間）、「こがね」（隅田川駅 - 万代駅間）等の愛称が登場[注 3] 、更に鮮魚貨物列車として「とびうお」（幡生駅 - 東京市場駅間）、「ぎんりん」（博多港駅 - 大阪市場駅間）等も登場した。
- その後、コンテナ取扱列車の増加や鮮魚貨物列車の全廃などがあり、貨物列車への愛称付与は途絶えていたが、1982年11月15日国鉄ダイヤ改正に伴い、事業者向けへの営業上の観点から高速貨物・拠点間直行貨物列車に愛称付与を再開する事となり、事業者から列車愛称を公募した。この時「たから」「こがね」等が復活した他、かつて特急・急行の愛称だった「いしかり」、旧国名・地名由来の「仙台」、地方色を反映した「しゃちほこ」などが登場した。

## 日本における沿革
日本における列車愛称は、戦前の1929年（昭和4年）9月に鉄道省が公募の結果に基き、東京駅 - 下関駅間を運行する特急列車2往復にそれぞれ「富士（ふじ）」・「櫻（さくら）」という愛称を与えたことが始まりとされる。戦中は一時中断したが、国鉄においては戦後の1949年（昭和24年）に特急・急行・準急それぞれで「へいわ」・「銀河」・「いでゆ」といった列車愛称を復活させ、その後国鉄・私鉄ともに日本全国へ広まっていった。

### 戦前期における展開
- 1929年（昭和4年）9月：昭和金融恐慌など関東大震災以来の不況が続き、利用客が減少していた鉄道に活況をもたらそうと、鉄道省は当時欧米で広まっていた「列車愛称」を日本の列車にもつけて親しみを持ってもらおうと考えた。その結果、当時日本で東京 - 下関間の2往復（1・2列車と3・4列車）しか存在せず、文字どおり「特別」な存在であった「特別急行列車」に、一般公募によって愛称をつけることになった。
  - 公募には19,902票がよせられ、1位の「富士（ふじ）」が1,007票、2位の「燕（つばめ）」が882票、3位の「櫻（さくら）」が834票の順であった（以後10位まで、「旭（あさひ）」、「隼（はやぶさ）」、「鳩（はと）」、「大和（やまと）」、「鴎（かもめ）」、「千鳥（ちどり）」、「疾風（はやて）」と続く）。そして一等車と二等車のみで編成され、当時「日本一の豪華列車」であった1・2列車に1位の「富士（ふじ）」、三等車のみで編成され、どちらかといえば「大衆向け」と言うべき3・4列車に3位の「櫻（さくら）」の愛称を与えた。なお2位の「燕（つばめ）」は、翌1930年（昭和5年）10月に運行を開始し、「超特急」とよばれる程の高速運転を行ったことで有名となった特急列車の名称に採用された。また3 - 10位の愛称についても、その後日本支配下の朝鮮半島・中国大陸において運行された列車や、戦前から戦後に日本で設定された列車の名前にすべて採用された。なお投票の中には、「弥次喜多」・「気早の江戸っ子」といった奇をてらったものもあった。
  - 以後、戦前の国鉄が優等列車につけた愛称は1937年（昭和12年）7月に運転を開始した特急列車「鷗（かもめ）」のみにとどまり、急行には愛称の付けられることなく終戦を迎えるが、臨時の準急行・快速度列車を含む普通列車では地方局が宣伝のために独自に命名したものがある。以下に事例を述べる。[1]
    - 湘南・江の島向け（藤沢行き）の海水浴客用の列車には「かもめ」。
    - 千葉地区（現在の内房線・外房線など）の海水浴客用の列車には「漣（さざなみ）」・「潮（うしお）」
    - 成田線の水郷観光用の「水郷めぐり」
    - 中央本線の登山客・観光客用の列車に「高嶺（たかね）」・「アルプス」
    - 信越本線の避暑客用の列車に「高原列車」・「涼風（すずかぜ）」

  - 私鉄では大阪電気軌道・参宮急行電鉄の「いすず」・「神風」、伊勢電気鉄道の「はつひ」・「かみち」、京阪電気鉄道の「びわこ」、愛知電気鉄道の「あさひ」・「天龍」などといった愛称が、いずれも昭和前期に付けられていた。なかには、阪和電気鉄道・南海鉄道の両社から紀勢西線に直通する温泉客用の列車に付けられた「黒潮号」という、国鉄・私鉄をまたぐ愛称も存在した。
  - さらに、当時日本の領土であった朝鮮や、日本の影響下にあった満洲国（日本本土を「内地」というのに対し、これらの地域は「外地」とよばれた）の南満洲鉄道を走る列車にも、「あかつき」・「ひかり」・「のぞみ」・「大陸」・「興亜」・「あさひ」・「あじあ」・「はと」といった日本語による愛称が付けられていた。これには、日本人支配を現地人に植え付ける目的もあったとされる。日中戦争によって南京・上海といった地域も日本軍が占領すると、それら地域の鉄道を運営した日本の国策会社である華中鉄道では、南京 - 上海間に急行を走らせ、それに「天馬」・「飛龍」といった愛称をつけた。
- 1944年（昭和19年）4月：「富士」を最後に特急列車が全廃、他の愛称列車もこのころまでには戦況の悪化で全廃され、内地での列車愛称は消滅した。
- 1945年（昭和20年）8月：「ひかり」・「興亜」を最後に、外地での列車愛称も敗戦によって消滅。

### 戦後の展開
- 1949年（昭和24年）6月：公共企業体日本国有鉄道発足。
- 1949年（昭和24年）9月：戦後の混乱も次第に落ち着いてきたこの時、特急列車を東京 - 大阪間で1往復復活させることになった。愛称は暫定的に加賀山国鉄副総裁（初代総裁の下山定則は下山事件で亡くなったため。9月に第2代総裁となる）が平和を願うという意味で定めた「へいわ」とされたが、後に公募によって正式な愛称を決定することにした。またこの時、同区間を運行していた夜行急行1往復にも「銀河」という愛称が付けられ、初めて本土の国鉄で急行に愛称が付けられた。
- 1949年（昭和24年）10月：東京駅 - 伊東駅間を運行する週末運行の温泉客向け準急列車に、「いでゆ」と命名。国鉄準急行初の愛称となった。2ヵ月後には、その姉妹列車として「いこい」も設定されている。
- 1950年（昭和25年）1月：「へいわ」を予定どおり公募結果に基いて「つばめ」と改称。戦前の優等列車の名前が復活（戦後は平仮名書きだが）した。同年6月には、その姉妹列車として「はと」も新設された。
- 1950年（昭和25年）ごろ：国鉄快速列車でも、「あかぎ」などの愛称をつけた列車が登場。
- 1950年（昭和25年）11月：急行13往復に「明星」・「彗星」・「阿蘇」・「霧島」・「雲仙」・「筑紫」・「安芸」・「大和」・「みちのく」・「北斗」・「青葉」・「日本海」・「北陸」の愛称を与える。以後、特急・急行に関しては原則として愛称が付けられるようになり、準急・快速・普通列車でも観光地列車には愛称が付けられることが多くなった。
  - なお特急には日本を象徴するものか鳥の名前が、昼行急行（昼行と夜行の両時間帯にまたがるものも）には地域名や名物が、夜行急行には天体名が付けられることが原則となっていった。
- 1957年（昭和32年）10月：準急「東海」が運行を開始。同列車は、「○○1号」・「○○2号」といった番号による列車識別を初めて採用した（それまでは、各列車ごとに別の愛称をつけて区分していた）。
- 1958年（昭和33年）11月：151系を用いた「こだま」が運行を開始。これに際して、公募を行い以下の名称が佳作として選された。この列車名は後に特急列車に用いることになった。
  - 「はやぶさ」・「さくら」・「平和」・「初雁」（はつかり）
- 1961年（昭和36年）10月：「サン・ロク・トオ」と呼ばれる大規模ダイヤ改正により列車が大増発されるが、このころより愛称の原則も崩れ始めた。その原因としては、以下のことなどがあげられる。
  1. 同一区間を走る同一種類・車両の列車でもそれぞれ別の愛称を与えることが多かった（東海道急行列車の「なにわ」・「よど」・「せっつ」・・・・・など）。
  2. 1.により愛称の数が増えたことから、愛称の題材も尽きてきていた。
  3. 地域からの要望による命名が増えた。

また、発車する順に番号をつけて識別する方法も、前述した「東海」以来次第に試みられて来ていたが、「第1○○」・「第2○○」とする方法と、「○○1号」・「○○2号」とする方法が混在したりして（基本的には指定席のある列車は「第1○○」方式、そうでないものは「○○1号」方式とされたが、徹底されてはおらず例外が多数存在した）いて、さらに命名基準の統一も図られていなかった。
- 1964年（昭和39年）10月：東海道新幹線が開通する。この時、新幹線だけでなく在来線での以後の愛称付け方針にも重要な影響を与える画期的な命名法が同路線ではとられた。それは下記のようなものである。
  1. 愛称を速達タイプ（当時の呼称としては超特急）のものに「ひかり」、各駅停車タイプ（当時としては特急）のものに「こだま」というように、最小限識別に必要なものだけに絞る。
  2. 列車個々の識別を「○○号」方式による番号識別とし、発車順に下り列車には奇数番号、上り列車には偶数番号をつける。
- 1966年（昭和41年）3月：運行距離が100kmを超える準急行がこの時すべて急行に格上げされることになったが、それにより若干の運行距離の違いで準急・急行がわかれ、結果的に別の愛称を増やさなければならない事態（「富士川」→「富士川」・「白糸」など）や、上りと下りで同一愛称でも準急・急行と種別が異なる事態（「ひるぜん」など）も発生し、無秩序・不統一による氾濫で、国鉄在来線列車の愛称の数はこのころピークを迎えた。
- 1968年（昭和43年）10月：「ヨン・サン・トオ」と呼ばれる大ダイヤ改正が行われ、国鉄では準急行が消滅し、代わって特急・急行の大増発が図られた。そして国鉄ではマルスによる指定券販売の支障になる事から氾濫を極めた列車愛称の整理をこれを機に断行し、列車愛称はそれまでの359種類から91種類減らした268種類になった。その整理方法は以下のとおりである。
  1. 似通った運行系統・区間ごとに、できるだけ愛称をまとめる。
  2. 同一区間を走る列車に関して、特急では昼行と夜行で原則として別愛称、急行では同一愛称をつける。
  3. 定期列車と季節列車（この時誕生した臨時列車の呼び名）は原則として同一愛称とする。（それまでは別愛称をつけたり、「臨時わかさ」のように「臨時」をつけて区分したこともあった。）
  4. 同一系統・種類の列車が多数（1往復超）存在する場合、発車時刻順に番号によって区分する。それまでは、「第1○○」・「第2○○」と「○○1号」・「○○2号」のように2種類の番号区分があったが、後者に統一する。なお新幹線のように「下り奇数・上り偶数」とはまだせず、上り下り両方に1号・2号が存在した。また、その系統の列車が一つしか存在しない場合は番号は付けられなかった。
  5. 臨時列車には、「○○51号」と50番台で始まる列車番号を発車時刻順につける。
- 1974年（昭和49年）7月：指定席のある普通列車に愛称がつけられ、マルスでの予約が可能になる。
- 1978年（昭和53年）10月：「ゴー・サン・トオ」よばれる大規模ダイヤ改正を実施。在来線でも新幹線同様、識別番号を「下り奇数・上り偶数」とした。この方式は在来線でも1967年（昭和42年）10月から1968年（昭和43年）10月に特急列車「くろしお」で試験的に導入されたことがあったが、かえって混乱を招いたため取りやめられていた。この時の国鉄の列車愛称は262種類である。
この後は、急行の特急格上げによる統合などで愛称は減って行き、国鉄分割民営化直前の1986年（昭和61年）11月ダイヤ改正時には132種類となった。
- 1988年（昭和63年）以降：「スーパー○○」や「おはよう○○」・「ホームタウン○○」など冠詞を重ねるものも存在するようになった。この場合、「ハイパーサルーン」など車両愛称を重ねる事例もあったため、総体的に優等列車愛称の減少傾向があることは否めない。

#### 国鉄・JRにおける列車愛称の長命・短命
長命

### 私鉄における展開
私鉄の方でも小田急電鉄や東武鉄道などでは、同じような理由で多種の愛称が存在していた。それは、小田急電鉄では現在の「はこね」に相当する小田原線系統で「あしのこ」・「明星」・「あしがら」・「さがみ」…、東武鉄道では現在の「きぬ」・「けごん」に相当する日光線系統で「さち」・「きりふり」・「おじか」・「かわじ」…、といった具合であった。しかし、以下の時期に列車愛称の整理が行われた。
- 東武鉄道：1969年（昭和44年）3月
- 小田急電鉄：1963年（昭和38年）4月、1966年（昭和41年）6月、1968年（昭和43年）7月、1999年（平成11年）7月、2004年（平成16年）12月

またかつては近畿日本鉄道（近鉄特急）、名古屋鉄道（名鉄特急）にもあったが、近鉄は1960年1月20日改正で、名古屋鉄道は2000年（平成12年）に廃止されている（なお、名古屋鉄道のミュースカイは列車種別、近鉄のアーバンライナーや伊勢志摩ライナーなどは車両の愛称である）。
なお名古屋鉄道ではパノラマカー（7000系列の車両）が特急列車として運行していた時代には列車の行先が列車愛称となっていた。たとえば、内海ゆき特急列車の場合は『内海○○号』という具合になっていた。

## 日本国外における列車の愛称
日本国外においても列車愛称は存在する。その扱いは日本と同様のものから、愛称が列車種別を示す韓国や台湾のような例など、国によって様々である。
ただし、近年は特にヨーロッパにおいては高速列車の登場や、それに伴う鉄道ダイヤの合理化などにより、個別の列車愛称は廃れつつある。その一方でヨーロッパおよびアメリカでは機関車や客車1両ごとに車両愛称を付ける習慣は根強く残っており、後述するイタリアの例のように車両愛称から列車愛称になった名もある。こうした感覚は日本で言えば船舶に対する命名に似ているといえる。
日本では鉄道創業期に機関車ごとに愛称を付けた事例はあったが、車両増加や適当な愛称の払底に伴い廃れていった。現在機関車や、一般旅客向けの個々の車両に命名する例はほとんど見られないが、保有する車両の少ない流鉄のような民鉄や、旧国鉄およびJRではお座敷列車などのジョイフルトレインに類例がある。

### ヨーロッパ
ヨーロッパでも昔から優等列車にはおおむね愛称が付けられていた。日本と同様に、地名や自然現象、天体の名前が多いが、日本に比べて人名が多いのが特徴である。
また、ヨーロッパでは列車1便ごとに愛称が付けられるのが主流である（日本でも、特急列車を運行開始して間もない頃の近鉄で同様の付け方を採用していた）。

#### 国際列車
Friedrich Schiller（「フリードリヒ・シラー」）、Heinrich Heine（「ハインリヒ・ハイネ」）、Erasmus（「エラスムス」）、Rembrandt（「レンブラント」）、Goethe（「ゲーテ」）、Rubens（「ルーベンス」）など、日本人にも良く知られたこれらの著名人の名前は、いずれもTEE列車の愛称として使用されたもので、現在もユーロシティ（EC）などに引き継がれているものがある。
伝統的な長距離夜行列車は末尾にExpressの語を入れることが多く、その代表例がOrient Express「オリエント急行」である。

#### ドイツ
ドイツもまた人名の採用が多く、具体的にはICEの多くの愛称に、連絡する都市にゆかりのある人物名が採用されている。ただし、近年は車両愛称の命名が主で、ICEの列車愛称は国際列車を除き廃止された。
かつては作曲家や画家、詩人や文豪といった芸術家や、芸術家の遺した作品名やその登場人物名の採用がほとんどだったが、近年は科学者や君主を含む政治家、慈善事業家、社会活動家の名なども採用されている。たとえば、ドイツには以前Wilhelm Röntgen（「ヴィルヘルム・レントゲン」）というICEが運転されていた。これは、大惨事となった1998年のエシェデ鉄道事故の列車に付けられていた愛称でもある。また政治家というよりは富豪に過ぎないJakob Fugger（「ヤーコブ・フッガー」）といったICEも設定されていた。
人名以外では、ラインの黄金伝説にちなんだ「ラインゴルト」といった愛称が有名である。

#### イギリス
鉄道発祥の地であるイギリスであるが、Locomotion No 1（「ロコモーションNo 1」）、Catch me who can（「キャッチ・ミー・フー・キャン」、意訳すれば「鬼さんこちら」）、Mallard （「マラード」）といった個々の機関車の愛称は著名である。列車愛称で著名な例としては、Flying Scotsman（「フライング・スコッツマン」）が挙げられる。
近年ではユーロスターがイギリスを代表する国際列車となっている。

#### フランス
フランスでは自然現象や天体の名前を採用したものが多く、Le Mistral（「ミストラル」）やL'Etoile du Nord（「エトワール・デュ・ノール」、北極星）があった。
寝台車の車体色に由来するものとしてはLe Train bleu（「ル・トラン・ブルー」、「青列車」）がある。この青で統一された寝台列車は、日本のブルートレインの誕生にも影響を与えている。
Jules Verne（「ジュール・ヴェルヌ」）など、ドイツ同様人名の採用もある程度見られる。
TGV の列車愛称は ICE 同様国際列車を除いてないが、TGV用の個々の機関車にはそれぞれ愛称が付いている。

#### イタリア
イタリアのSettebello（セッテベロ、「settebello-denari」というトランプ・ゲームの役（切り札）。転じて“7人の美女”を表す）は、車両（ETR 300電車）の名前が列車の名前になった特殊な例である。

#### 変り種
ヨーロッパにおける列車愛称の変り種としては、ドイツのベルリン発着のICEにBlauer Engelという、ドイツ映画のタイトルを冠した列車が存在した。これは邦題は「嘆きの天使」として知られる。日本で言えば、文学作品から採用された「踊り子号」と近い発想である。
また、ルーマニアには、1989年のルーマニア革命にちなんだ特急列車Timişoara 89（ティミショアラ89号）というものもある。ただし、ティミショアラはルーマニア革命のきっかけとなった都市の名前でもあり、都市名にちなんでいるとすればそれほど珍しいとは言えない。
オーストリアでは列車愛称の命名権を競売しており、一例を挙げるとウィーン - インスブルック間といった幹線にはWesten Bayern Radio（「西バイエルンラジオ放送」）といった名前の列車が走っている。

### アジア
アジアの国々でも韓国、中国、台湾、マレーシア、インドなどで列車に愛称が用いられている。

#### 中国
中国には、共産党軍の軍事行動を記念した「長征号」がある。

#### 韓国・台湾
韓国・台湾の場合、列車愛称は列車種別の区分を兼ねている。
たとえば、JRの特急列車に相当するものとしては、韓国は「セマウル号」、台湾は「自強号」といった愛称が与えられるが、個々の運行区間ごとや運行時間帯などでの差異はない。

#### インド
インドの中・長距離列車にも愛称が存在し、その中にはガンディーの「不殺生」を記念した「アヒムサ急行」など、特色のある愛称も見られる。

### 南北アメリカ

#### アメリカ合衆国
アメリカ合衆国でもEmpire builder（エンパイア・ビルダー、「帝国建国者」の意味）、20th Century Limited（20世紀特急）などといった愛称が存在する。
アメリカの列車愛称は19世紀から存在し、日本の列車に愛称をつけるきっかけともなった。アメリカでは列車の愛称のほかに、車両や編成、路線の愛称的をつけることも多かった。なお、流線形車両を中心とした画期的な車両編成には、シカゴ北海岸線のElectroliner（エレクトロ・ライナー）や、シカゴ・バーリントン・クインシー鉄道のZephyr（ゼファー、「西風」の意味）のように編成単位で愛称が与えられた。
Zephyrについては、Zが頭文字となる語感や語彙から、"○○Zephyr"として派生した列車が存在する。これについては「ゼファー」と名が付く乗り物も参照されたい。

#### カナダ
カナダでは国土を横断する列車に愛称が付けられており、現在運行されている列車ではVIA鉄道の"Canadian"（「カナディアン号」）が非常に有名である。

#### メキシコ
現在は同国の鉄道民営化に伴い廃止されてしまった列車が多いものの、同国を縦断した"Aguila de Aztec"（「アステカの鷹」）や、追加料金を払えば車内でテキーラを沢山飲めることで有名な観光列車「テキーラ・エクスプレス」のように中・長距離列車には愛称が存在する。

#### アルゼンチン
アルゼンチンの中・長距離列車にも愛称が存在し、最も有名な列車である"El Gran Capitan"（「偉大なキャプテン」・2012年より運休中）や"El Libertador"（「解放者」・1993年廃止）、"El Malplatence"（「マル・デル・プラタ人」）、"Estrella del Norte"（「北極星」）などは同国の鉄道を象徴する列車である。

#### チリ
チリの中・長距離列車にも愛称が存在する。そのうち、同国首都サンティアゴ・デ・チレと同国南部を結ぶ有名な列車の愛称には"Rapid de la Frontera"（「国境急行」）、"Rapid del Biobio"（「ビオビオ急行」）などがあるが、これらの列車は集約され、現在は"EFE Temuco"（「チリ国鉄テムコ」）という名前となっている。

## バスの愛称
列車の愛称名と同様の理由で、特に全席指定席の高速バスを中心に、バス便に対する愛称が付けられることが多い。特に、「ドリーム号」などJRのみどりの窓口で発売されるものには、マルスへの収録のために鉄道の列車同様に愛称が必要となり、JRの列車と同じ体系（例：「ドリームなごやX号」）を持っている。由来としては、目的地に由来したものよりは、願望やフィーリングが多い。
なお、国鉄・JRバスの場合、マルスへの収録のため、国鉄・JRの列車愛称と同一の愛称は当然ながら使用が出来ない。たとえば、防長線特急バスであるはぎ号は、運行にさいして、従来米子 - 長門市間急行列車に使用していた「はぎ」の愛称を「ながと」に変更している。
JRバス以外の高速バスのように、JRのみどりの窓口で発売されないバスについては、必ずしも愛称名を持っていないか、個々のバス便ではなく、高速バス路線（事業）全体に対しての愛称名がある（例：「プリンセスロード」・「やまと」・「サラダエクスプレス」など）場合が多い。
なお、全席指定席でない（事前予約を取らない）場合には、路線としての愛称（例：「つくば号」など）が付けられることが多い。
高速バス以外にも一般の路線バスや地方のコミュニティバスにも愛称を付けているケースがある。特にレトロバスなどを使用している観光を目的とした路線には愛称が付けられているケースが多い。